# Iucunda Semper Expectatione
 Iucunda Semper Expectatione  è un'enciclica di papa Leone XIII, datata 8 settembre 1894, dedicata alla preghiera del Rosario.